# Нескінченний мир
«Нескінченний мир» (англ. Forever Peace) — науково-фантастичний роман Джо Голдемана, вперше опублікований у 1997 році. Не зважаючи на схожість назви з романом «Нескінченна війна», даний роман не є прямо пов'язаним з попереднім. Роман виграв премію «Г'юго», премію «Неб'юла» і премію Джона Кемпбела в 1998 році.
Подію роману відбуваються в недалекому майбутньому на Землі, де політична система дуже нестабільна через нерівномірний розподіл ресурсів. Постійно відбуваються локальні конфлікти, в яких розвинені держави використовують дистанційно керовані бойві машини, надзвичайно сильні і майже незнищенні. Джуліан Класс — один з операторів такої машини, але йому не подобається воювати. В той ж час, невідома сила намагається почати велику війну.

## Сюжет
В недалекому майбутньому на Землі розробили нову технологію виробництва, яка може виготовляти складніші речі використовуючи лише найменші частинки речовини (атоми і молекули). Проте фабрики були побудовані лише в країнах першого світу. Через великий перерозподіл ресурсів, інші країни отримали складну економічну кризу, і в результаті в країнах третього світу почались військові конфлікти. При цьому провідні держави використовують в боях дистанційно керованих машин — «солдатиків» (англ. soldierboys). При цьому керування відбувається через підключення оператора до машини на розумовому рівні, таким чином досягається найкраща якість керування. Також для покращення комунікації всередині загону «солдатиків», їх оператори теж пов'язані і по суті читають думки один одного. Через такий зв'язок оператори дуже вразливі в психологічному плані, а також знищення «солдатика» може просто вбити свого оператора через шок.
Головний герой роману Джуліан Класс — оператор «солдатика», а також фізик. Він був завербований через загальну військову повинність, і залишається оператором через не бажання покидати свій загін, з яким він обмінювався думками довгий час. також він зустрічається з Амелією Блейз Харлінг, фізиком, яка працює над секретним науковим проєктом, що має повторити елементи Великого вибуху — Проєкт Юпітер (англ. The Jupiter Project). В ході досліджень Джуліан і Амелія розуміють, що успішний запуск проєкту швидше за все знищить існуючий всесвіт. Спроба опублікувати попередження відкриває їм, що в вищому військовому командуванні існує змова людей, які не хочуть, щоб люди дізнались правду.
Виявляється, що існує впливова релігійна організація «Молот Бога» (англ. Hammer of God), що хоче знищення цього світу, і Проєкт Юпітер для цього підходить якнайкраще. Для здійснення свого плану вони намагаються вбити Джуліана і Амелію, але останні успішно тікають. В процесі переховування, їх знаходить Марті Ларрін — один з винахідників технології з'єднання людей з машинами і між собою. Він розповідає їм про один засекречений результат: що, якщо група людей буде з'єднана між собою більш ніж на два тижні, то через обмін думками вони стануть повними пацифістами, не здатними спричинити шкоду іншим людям. Сам Марті очолює групу таких людей, і пропонує ідеалістичну ідею перетворення всіх жителів планети на пацифістів таким чином.
Першими учасниками цього експерименту мають стати члени загону Джуліана. В процесі перетворення на їх воєнну базу нападають члени «Молота Бога», але від нападу вдається відбитись. Також Джуліан і Амелія розкривають змову і повідомляють про небезпеку проєкту Юпітер. Проєкт зупиняють, і починається ідея з під'єднанням всіх для знищення агресії.

## Нагороди і визнання
- Лауреат премії «Г'юго», 1998[2]
- Лауреат премії «Неб'юла», 1998
- Лауреат Меморіальної премії імені Джона Кемпбелла, 1998[3]
- Номінант на премію «Локус», 1998